# 22570 Harleyzhang
22570 Harleyzhang è un asteroide della fascia principale. Scoperto nel 1998, presenta un'orbita caratterizzata da un semiasse maggiore pari a 2,2139624 UA e da un'eccentricità di 0,1628574, inclinata di 2,81305° rispetto all'eclittica.